# Чайниче
Ча́йниче (босн. Čajniče, серб. Чаjниче) — містечко на крайньому сході Боснії і Герцеговини, на території Республіки Сербської, на кордоні з Чорногорією. Центр однойменної громади в регіоні Істочно-Сараєво. Розташоване на 20-му кілометрі дороги Горажде—Плєвля, на висоті 816 м.
За даними перепису населення 2013 року, в містечку проживає 2 401 особа.

## Історія
Цією місцевістю в Середньовіччя володів Хранич. Місто було вперше згадано в 1477 році, коли Чайниче було єдиним місцем у Герцеговинському санджаку, де видобувалася залізна руда. Рудні поклади і положення на торговельному шляху між Дубровником та Стамбулом посприяли розвитку місцевості за тих часів.
Згідно з турецькими офіційними дефтерами, які донині зберігаються у Стамбулі, 1477 року, через 14 років після падіння Боснії, базар (торговельний центр) Чайниче налічував 190 сімей та 5 одинаків. Назва «Чайниче» вказує на перське походження і має значення «хороша і холодна вода». Справді, Чайниче дуже багате на воду. Багато людей, відкривши це, оселялися там. Пізніше це виявляли чимало подорожніх різних років. Докладніші відомості та опис Чайнича того часу знаходиться у подорожніх записах відомого турецького мандрівного письменника Евлії Челебі, який побував у цьому містечку в 1664 році. Він описує Чайниче як «дивне місце, хвилясте і горбисте, якого ще ніде не бачив. Оточене великими пагорбами з величезними деревами та жахливими понорами, своїм положенням одночасно навіює веселість, небезпеку і страх, тоді як із другого боку справжні райські сади. Про сам «шехер» (місто) мандрівник зазначає, що в ньому 5 мусульманських і 3 християнські махали (житлові міські квартали), 700 великих і малих одноповерхових і двоповерхових будівель, укритих черепицею, дошками, ґонтом і кам'яними плитами. Водночас автор відзначає, що місто має 50 водяних млинів, три медресе, п'ять мектебів, чотири текії дервішів, три хани, імарет (кухня для бідних), один хамам і близько 200 крамниць.
У складі Герцеговинського санджаку містечко пробуло до 1572 року. Тільки в 1582 році воно згадується як окремий кадилук.
Містечко відоме своїми майстрами обробки металів і випуском срібних монет XVIII ст. (срібні акче). Воно також багате в культурно-історичному сенсі. XV століттям датується написане на пергаменті хорватською кирилицею четверне євангеліє, яке за місцем знахідки називається Чайницьким євангелієм. Османське панування тривало до 1878 року, коли містечко окупувала Австро-Угорщина. 

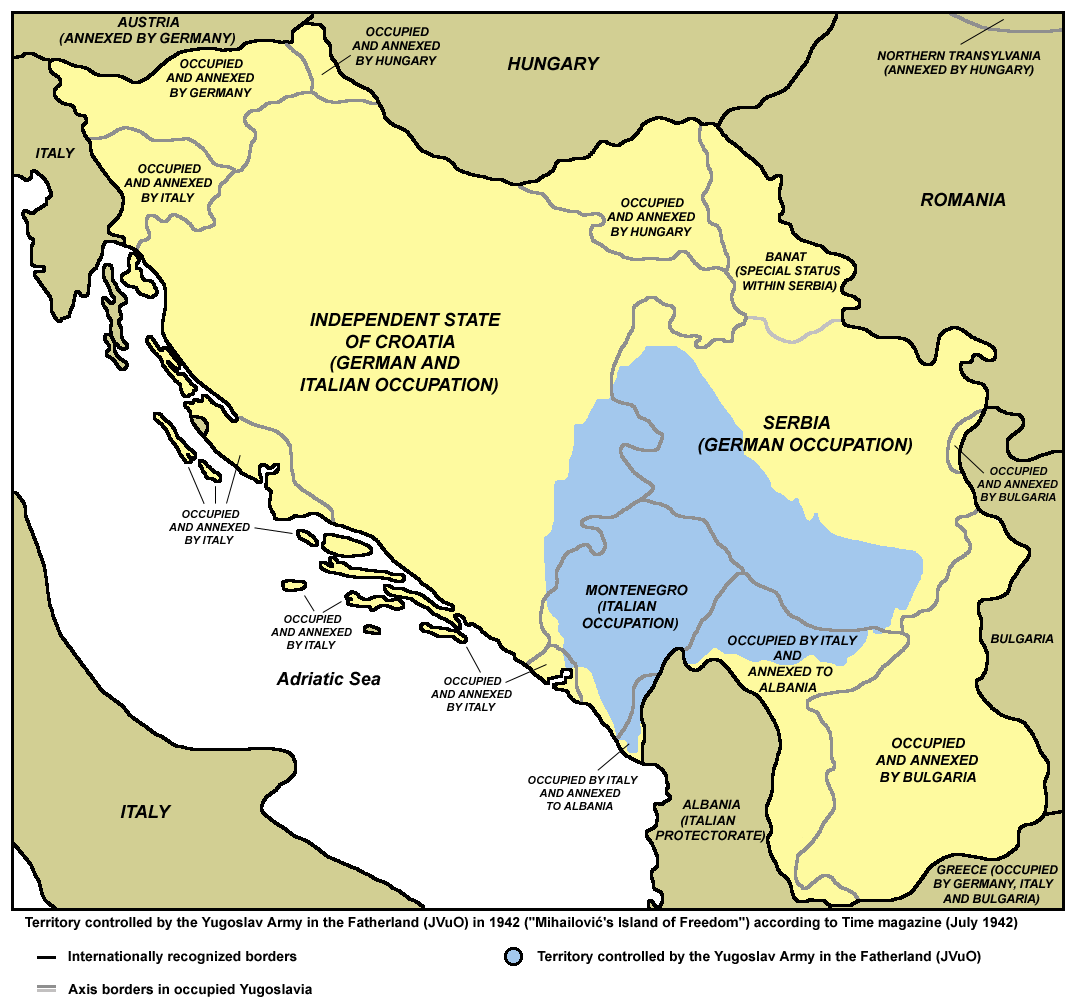
_{Територія під контролем Югославських військ на батьківщині в 1942 році («острів свободи Михайловича»), згідно з журналом «Таймс», липень 1942 р.}

У Королівстві Югославії в 1922—1929 рр. Чайниче входило в Сараєвську область, а з 1929 по 1941 рік — у Дринську бановину. Упродовж Другої світової війни належало до Великої жупи Врхбосна, де було центром однойменного району. Біля містечка закінчувалася німецько-італійська демаркаційна лінія, що проходила через усю НДХ. Чайниче також потрапило у межі Ужицької Республіки. Згодом у цій місцевості проходила операція «Тріо» (Третій антипартизанський наступ). Після падіння Ужицької Республіки містечко перейшло під владу Югославських військ на батьківщині. Після війни опинилося у складі НР БіГ.
Під час сербської агресії проти Боснії і Герцеговини містечко потрапило під окупацію військ Республіки Сербської, частиною якої є і донині. Протягом цієї війни було вигнано велику кількість несербського населення. Було зруйновано і досі не відбудовано стародавню мечеть Сінан-Беґа з 1570 року та ще чотири інші мечеті.

## Населення
| Чайниче      |                |                |                |       |
| Рік перепису | 1991           | 1981           | 1971           | 1961  |
| Серби        | 1 802 (57,17%) | 1 304 (51,01%) | 1 051 (52,15%) | 518   |
| Мусульмани   | 1 192 (37,81%) | 931 (36,42%)   | 857 (42,53%)   | 566   |
| Хорвати      | 2 (0,06%)      | 6 (0,23%)      | 19 (0,94%)     | 15    |
| Югослави     | 51 (1,61%)     | 203 (7,94%)    | 8 (0,39%)      | 1     |
| Інші         | 105 (3,33%)    | 112 (4,38%)    | 80 (3,97%)     | 56    |
| Усього       | 3 152          | 2 556          | 2 015          | 1 156 |